# Hampden Park
Hampden Park er et fodboldstadion, der ligger i Glasgow, Skotland. Det fungerer hovedsageligt som hjemmebane for Queen's Park F.C. og det skotske fodboldlandshold samt til finalen i Scottish Cup. Stadionet er ejet Scottish Football Association, det skotske fodboldforbund.